# Булат Батир
«Була́т Бати́р» (інша назва: «Пугачовщина») — радянський художній фільм-драма 1927 року, знятий режисером Юрієм Таричем на студії «Совкіно».

## Сюжет
Події фільму відбуваються в XVIII столітті. У невелике татарське село, під час традиційного свята початку польових робіт, у супроводі солдатів приходять ченці, які силою намагаються звернути до православ'я місцеве населення. Зустрівши відсіч селян, вони залишають село, залишивши після себе убитих і поранених. Загинула і дружина селянина Булата, а його сина Асфала забрали карателі. Минає 15 років. Булат, який став відчайдушним захисником усіх будинків, здобув широку популярність. У господарстві й військовій справі йому допомагає інший син, Асма, рідний брат Асфала. Тим часом Асфал, вихований у колі наближених князя Потьомкіна, отримує чин прапорщика і направляється на чолі карального загону в рідні місця на упокорення повсталих селян.

## У ролях
- Василь Ярославцев — Булат Батир
- Ада Войцик — Асма
- Іван Клюквін — Асфал
- Сергій Борисов — Пугачов
- Микола Вітовтов — Державін
- Едуард Кульганек — генерал Потьомкін
- Наум Рогожин — фон Каніц
- Галина Кравченко — Олена фон Брандт
- Іван Арканов — Сулейман Мурза
- Олександр Жуков — Тимур
- Борис Юрцев — Мурат
- Мстислав Котельников — Бєлобородов, посол Пугачова
- Тетяна Баришева — геній перемоги
- Іван Кедров — епізод
- Каюм Поздняков — утікач
- Лев Іванов — Каюмов

## Знімальна група
- Режисер — Юрій Тарич
- Сценаристи — Натан Зархі, Юрій Тарич, А. Шакіров
- Оператори — Григорій Гібер, Микола Соколов, Володимир Солодовников
- Художник — Олексій Уткін